# Ri (astronomie)
Pour les articles homonymes, voir Ri.
En astronomie chinoise, Ri (chinois : 日, pinyin : rì) est un des noms traditionnels donné au Soleil.

## Référence
- (en) Francis Richard Stephenson et David A. Green, Historical supernovae and their remnants, Oxford, Oxford University Press, 2002, 252 p. (ISBN 0198507666), pages 218 à 222.